# فاليزان (كوهباية الشرقي)
فالیزان (بالفارسية: فالیزان) هي قرية تقع في إيران في قسم کوهبایة الشرقي الریفي. يقدر عدد سكانها بـ 366 نسمة .